# Gabriele Seyfert
Gabriele Seyfert (Chemnitz, 23 novembre 1948) è un'ex pattinatrice artistica su ghiaccio tedesca.

## Palmarès
| Internazionali                     | Internazionali | Internazionali | Internazionali | Internazionali | Internazionali | Internazionali | Internazionali | Internazionali | Internazionali | Internazionali |
| Evento                             | 1960–61        | 1961–62        | 1962–63        | 1963–64        | 1964–65        | 1965–66        | 1966–67        | 1967–68        | 1968–69        | 1969–70        |
| ---------------------------------- | -------------- | -------------- | -------------- | -------------- | -------------- | -------------- | -------------- | -------------- | -------------- | -------------- |
| Giochi olimpici invernali          |                |                |                | 19°            |                |                |                | 2°             |                |                |
| Campionati mondiali                |                | 21°            |                |                | 5°             | 2°             | 2°             | 2°             | 1°             | 1°             |
| Campionati europei                 | 21°            | 12°            | 10°            |                | 5°             | 2°             | 1°             | 2°             | 1°             | 1°             |
| Praga Skate                        |                |                |                |                | 2°             |                |                |                |                |                |
| Blue Swords                        |                | 1°             | 2°             | 1°             | 1°             | 1°             | 1°             |                |                |                |
| Nazionali                          |                |                |                |                |                |                |                |                |                |                |
| Campionati della Germania dell'Est | 1°             | 1°             | 1°             | 1°             | 1°             | 1°             | 1°             | 1°             | 1°             | 1°             |